# Чегем (річка)
Чеге́м (кабард. Шеджем
, карач.-балк. Чеге́м суу —«прикордонна річка») — річка  Чегемського району  Кабардино-Балкарії, утворюється річками Башилов-Аузу-Су і Гара-Ауз-Су, що беруть початок з вічних снігів і льодовиків  Головного Кавказького хребта на схід від Ельбруса.

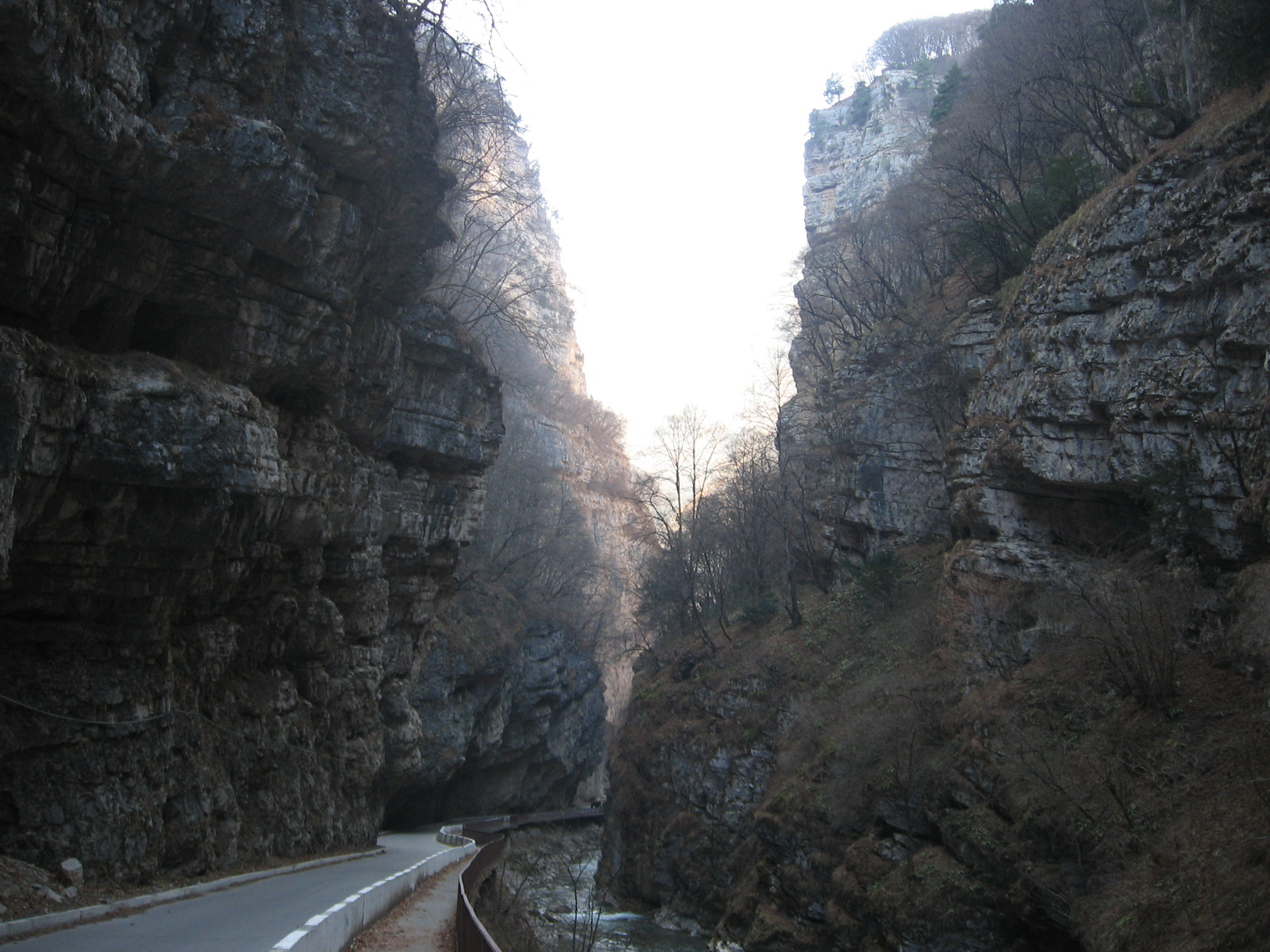
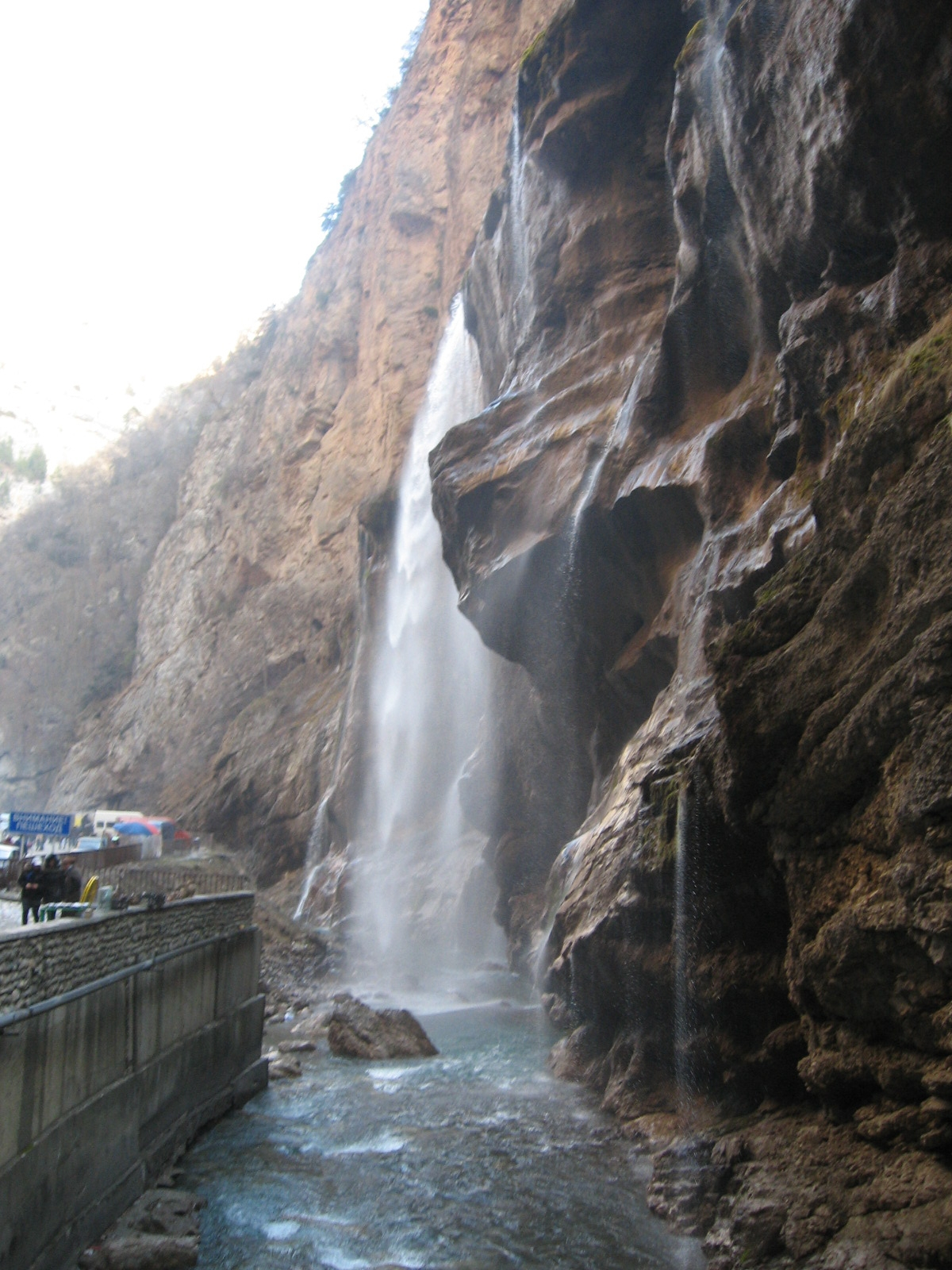
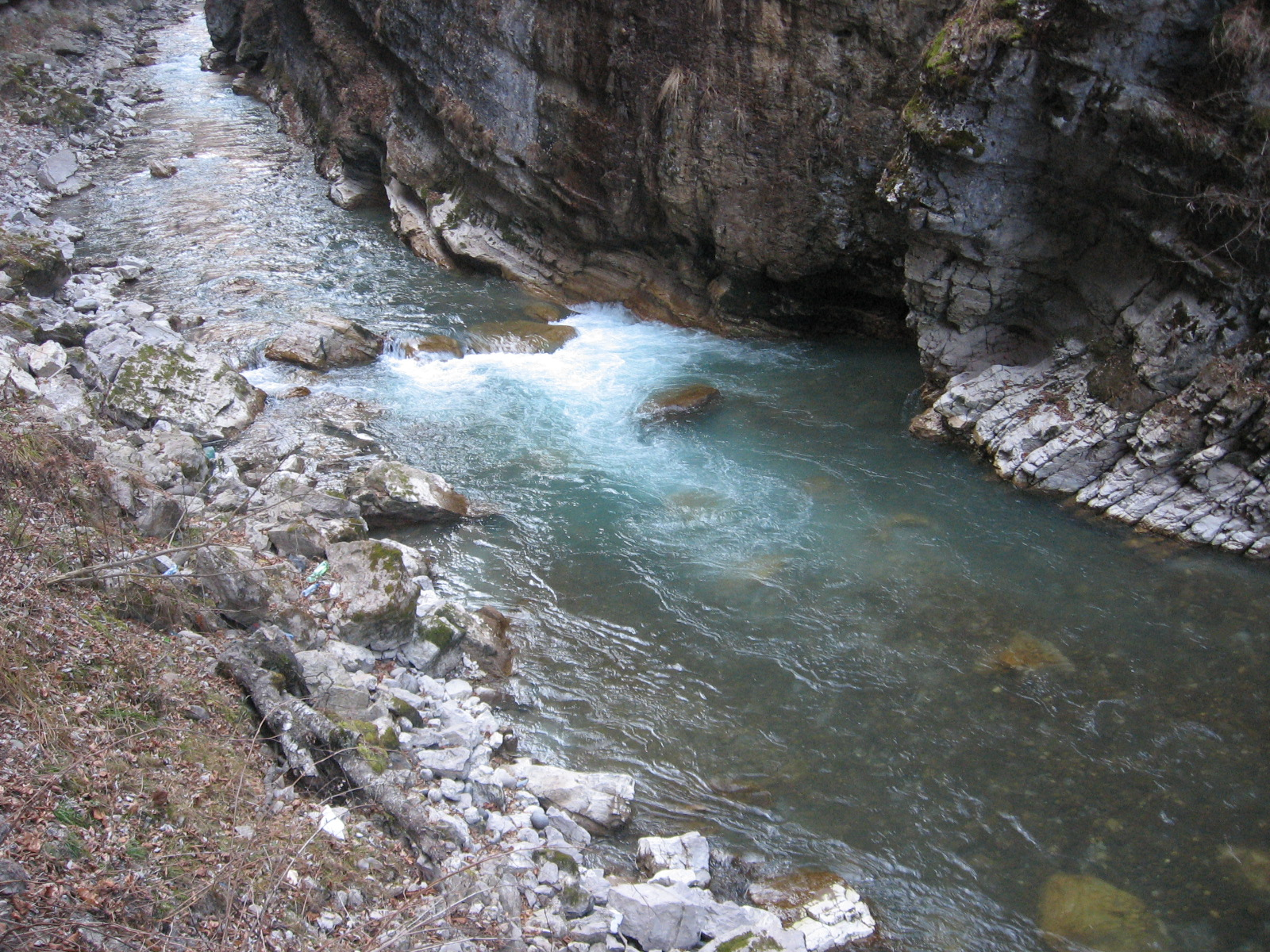

Тече в північно-східному напрямку, по Чегемській ущелині. Вийшовши на рівнину, ділиться на дві протоки, Чегем 1-й і Чегем 2-й, потім знову з'єднується і впадає в  Баксан. Чегем тече дуже швидко і буває особливо повноводний в літні місяці, в період найсильнішого танення снігів в горах. Довжина річки (разом з Башилов-Аузу-Су) 103 кілометри. Похил річки більше 30 м.